# Helos
Helos (en grec antic Ἕλος) era una ciutat de Lacònia situada a l'est de la desembocadura del riu Eurotes, prop de la mar, a una plana que per una maresma quedava separada de la costa; Polibi diu que era a la part més fèrtil de Lacònia.
Antigament sembla que era la ciutat principal de la costa de Lacònia i Amicles (Amyclae) ho era de la part interior, perquè els dos llocs els menciona junts Homer al "Catàleg de les naus" a la Ilíada. La llegenda atribueix la seva fundació a Heleu, el fill petit de Perseu i Andròmeda.
Quant els doris van conquerir el territori tots els seus habitants van ser reduïts a l'esclavitud i es creia a l'antiguitat que el seu nom va donar origen a la denominació d'ilotes dels esclaus espartans, però el més probable és que el nom de εἵλωτες derivi de la paraula ἑλεῖν ("helein", captiu). La ciutat va perdre importància, i en temps d'Estrabó només era un llogaret, i quan la va visitar Pausànies era en ruïnes.
Leake la situa a l'actual Príniko, que se situada a la distància adequada de Trinisa (l'antiga Trinasos) segons Pausànies, però la comissió arqueològica francesa només va trobar a Príniko restes medievals i en canvi va trobar unes ruïnes gregues una mica a l'est, a Bizani, que probablement és el lloc correcte d'Helos.